# Pro forma
La locuzione latina pro forma, che in latino significa "per la forma", indica qualcosa fatto per formalità o per salvare le apparenze.

## Ambito commerciale
In ambito commerciale, si usa un documento chiamato "fattura pro forma", in quanto non obbliga chi la emette ad adempiere gli obblighi legali che una reale fattura comporterebbe.

## Ambito legislativo
In ambito legislativo, e specialmente nel sistema costituzionale statunitense, indica quelle sessioni parlamentari in cui, pur non essendo tecnicamente operativo, il Congresso rimanga comunque in sessione. Nello specifico, in una “sessione pro forma”, esso non delibera o discute su nessuna mansione (o lo fa in minima parte, senza prevedere votazioni) ad esso spettante, ma anzi, pur non essendoci un quorum minimo (visto che lo si presume, se nessun congressista lo richiede), esso deliberi comunque di aggiornarsi ad un’altra data a breve termine nell’arco di pochi minuti.